# Пелкингтон, Джейк
Джон Фрэнсис Роберт «Джейк» Пелкингтон-младший (англ. John Francis Robert "Jake" Pelkington jr.; 3 января 1916, Нью-Йорк, штат Нью-Йорк, США — 1 мая 1982, Форт-Уэйн, штат Индиана, США) — американский профессиональный баскетболист. Чемпион АБЛ (1939), а также двукратный чемпион НБЛ (1944—1945).

## Ранние годы
Джейк Пелкингтон родился 3 января 1916 года в городе Нью-Йорк (штат Нью-Йорк), учился там же в кафедральной подготовительной школе Бруклина, в которой играл за местную баскетбольную команду. В 1936 году он закончил Манхэттенский колледж, где в течение четырёх лет выступал за команду «Манхэттен Джасперс». При Пелкингтоне «Джасперс» ни разу не выигрывали регулярный чемпионат ни конференции Metropolitan New York, ни конференции Independent, а также ни разу не выходили в плей-офф студенческого чемпионата США.

## Профессиональная карьера
Играл на позиции центрового и тяжёлого форварда. В 1936 году Джейк Пелкингтон заключил соглашение с командой «Нью-Йорк Джуэлс», выступавшей в Американской баскетбольной лиге (АБЛ), с которой в сезоне 1938/1939 годов выиграл чемпионский титул. Позднее выступал за команды «Акрон Гудиер Уингфутс» (НБЛ), «Форт-Уэйн Золлнер Пистонс» (НБЛ) и «Балтимор Буллетс» (БАА). Всего в НБЛ провёл 7 сезонов, в АБЛ — 4 сезона, а в БАА — 1 сезон. В сезонах 1943/1944 и 1944/1945 годов Пелкингтон, будучи одноклубником Бобби Макдермотта, Бадди Дженнетта, Чика Райзера и Джерри Буша стал двукратным чемпионом в составе «Форт-Уэйн Золлнер Пистонс». Три раза включался во 2-ю сборную всех звёзд НБЛ (1941, 1944—1945). Всего за карьеру в НБЛ Джейк сыграл 226 игр, в которых набрал 1949 очков (в среднем 8,6 за игру), попутно став 10-м по результативности игроком НБЛ за всю историю лиги. Всего же за карьеру в БАА он провёл 54 игры, в которых набрал 597 очков (в среднем 11,1 за игру) и сделал 131 передачу. Помимо этого Пелкингтон в составе «Золлнер Пистонс» шесть раз участвовал во Всемирном профессиональном баскетбольном турнире, став его трёхкратным победителем (1944—1946).

## Смерть
Джейк Пелкингтон умер 1 мая 1982 года на 67-м году жизни в городе Форт-Уэйн (штат Индиана).

## Статистика

### Статистика в НБА
| Сезон                                                                                    | Команда   | Регулярный сезон | Регулярный сезон | Регулярный сезон | Регулярный сезон | Регулярный сезон | Регулярный сезон | Регулярный сезон | Регулярный сезон | Регулярный сезон | Регулярный сезон | Регулярный сезон | Серия плей-офф | Серия плей-офф | Серия плей-офф | Серия плей-офф | Серия плей-офф | Серия плей-офф | Серия плей-офф | Серия плей-офф | Серия плей-офф | Серия плей-офф | Серия плей-офф |
| Сезон                                                                                    | Команда   | GP               | GS               | MPG              | FG%              | 3P%              | FT%              | RPG              | APG              | SPG              | BPG              | PPG              | GP             | GS             | MPG            | FG%            | 3P%            | FT%            | RPG            | APG            | SPG            | BPG            | PPG            |
| ---------------------------------------------------------------------------------------- | --------- | ---------------- | ---------------- | ---------------- | ---------------- | ---------------- | ---------------- | ---------------- | ---------------- | ---------------- | ---------------- | ---------------- | -------------- | -------------- | -------------- | -------------- | -------------- | -------------- | -------------- | -------------- | -------------- | -------------- | -------------- |
| 1948/49                                                                                  | Форт-Уэйн | 14               |                  |                  | 31,7             |                  | 77,3             |                  | 2,3              |                  |                  | 8,9              | Не участвовал  | Не участвовал  | Не участвовал  | Не участвовал  | Не участвовал  | Не участвовал  | Не участвовал  | Не участвовал  | Не участвовал  | Не участвовал  | Не участвовал  |
| 1948/49                                                                                  | Балтимор  | 40               |                  |                  | 43,8             |                  | 79,7             |                  | 2,5              |                  |                  | 11,8             | 3              |                |                | 39,4           |                | 77,1           |                | 1,0            |                |                | 17,7           |
|                                                                                          | Всего     | 54               |                  |                  | 41,2             |                  | 79,0             |                  | 2,4              |                  |                  | 11,1             | 3              |                |                | 39,4           |                | 77,1           |                | 1,0            |                |                | 17,7           |
| Наведите курсор мыши на аббревиатуры в заголовке таблицы, чтобы прочесть их расшифровку. |           |                  |                  |                  |                  |                  |                  |                  |                  |                  |                  |                  |                |                |                |                |                |                |                |                |                |                |                |